# احمد زکی ابو شادی
احمد زکی ابو شادی (عربی: أحمد زكي أبو شادي؛ ۹ فوریهٔ ۱۸۹۲ – ۱۲ آوریل ۱۹۵۵) یک زبان‌شناس، پزشک، ناشر و شاعر اهل مصر بود یکی از برجسته‌ترین شخصیت‌های ادبی مصر که در دهه‌های بیست و سی قرن بیستم ظهور کرد، از پیشگامان و مبتکران شعر نوین عربی و منتقد و نظریه‌پرداز ادبی به شمار می‌رود. او یک بنیانگذار است بنیانگذار گروه  آپولو شعر، که شامل شاعران عاشقانه در دوره مدرن بود.

## زندگی نامه
وی در قاهره برای خانواده ممتاز متولد شد ، که در آن اولین علم خود را دریافت کرد ، سپس در دانشگاه لندن پزشکی تحصیل کر او ده سال در بریتانیا با تخصص در باکتری شناسی و زنبورداری زندگی کرد و در سال ۱۹۱۹ مؤسسه بین المللی زنبورداری را تأسیس کرد و به وطن بازگشت و در رشته تخصصی خود در وزارت بهداشت مشغول به کار شد و به عنوان معاون دانشکده پزشکی منصوب شد در دانشگاه قاهره و دبیر انجمن زنبور عسل. سخنرانی می کرد و شعر می سرود و دو مجله «آپولو» و «ادبی» را ایجاد کرد. منشی بود دبیر انجمن آپولو ، که اولین رئیس جمهور آن ، احمد شاوکی است. تعدادی از شاعران مانند خلیل موران ، احمد محرم ، ابراهیم ناجی و دیگران در اطراف او جمع شده بودند ، در آپولو جمع آوری شدند ، مانند خلیل موتران ، احمد موهرام ، ابراهیم ناجی و دیگران ، که اولین مدرسه شاعرانه را در دوره مدرن در دوره مدرن در سال ۱۹۳۲ در دوران مدرن تأسیس کردند.ابو شادی را نیز نویسنده نخستین کوشش برای شعر آزاد عربی می‌دانند که به تعداد افعال در یک سطر محدود نمی‌شود و در مجله‌ی خود«آپولو» بیشترین علاقه را به آن داشت.

## زندگی‌نامه
پدر احمد، محمد ابو شادی بیگ، وکیل مشهور، رئیس اتحادیه وکلا و حزب وفد بود. مادر او، نوه امینا نقیب، از یک خانواده ادیب ترکیه‌ای بود.